# Microphilypnus macrostoma
Microphilypnus macrostoma är en fiskart som beskrevs av Myers 1927. Microphilypnus macrostoma ingår i släktet Microphilypnus och familjen Eleotridae. Inga underarter finns listade i Catalogue of Life.